# (664) Judith
(664) Judith es un asteroide perteneciente al cinturón de asteroides descubierto el 24 de junio de 1908 por August Kopff desde el observatorio de Heidelberg-Königstuhl, Alemania.
Está nombrado por Judith, un personaje de la tragedia homónima del escritor alemán Friedrich Hebbel (1813-1863).